# Kalfa, Çatalca
Kalfa là một xã thuộc huyện Çatalca, tỉnh Istanbul, Thổ Nhĩ Kỳ. Dân số thời điểm năm 2010 là 752 người.